# Autoroute A1 (Italie)
Pour les articles homonymes, voir A1, Autoroute A1 et Autoroute du Soleil.
L'autoroute du Soleil (Autostrada del Sole) ou A1 dans la numérotation autoroutière italienne, est la plus longue autoroute d'Italie en service. Axe méridien principal de l'Italie, elle relie Milan à Naples en passant par Bologne, Florence et Rome, elle atteint la longueur de 754 km. Elle a été inaugurée en 1964, sous la présidence de la République d'Antonio Segni.

## Parcours
| A1 MILAN - NAPLES Autostrada del Sole | |       |      |          |                  |
| Type                                  | Indications                                                                                          | ↓km↓  | ↑km↑ | Province | Route européenne |
|                                       | Périphérique est de Milan Aéroport de Milan Linate                                                   | -1,7  | 761  | MI       |                  |
|                                       | San Donato Milanese - Piazzale Corvetto                                                              | 1,5   | 758  | MI       |                  |
|                                       | San Giuliano Milanese                                                                                | 2,8   | 757  | MI       |                  |
|                                       | Périphérique ouest de Milan Aéroport de Milan Malpensa                                               | 4,4   | 755  | MI       |                  |
|                                       | Melegnano Binasco                                                                                    | 7,7   | 752  | MI       |                  |
|                                       | Barrière de Milan sud                                                                                | 8,9   | 751  | MI       |                  |
|                                       | Aire de services San Zenone                                                                          | 15,1  | 745  | MI       |                  |
|                                       | Lodi Crema                                                                                           | 22,3  | 737  | LO       |                  |
|                                       | Casalpusterlengo Ospedaletto Lodigiano                                                               | 37,8  | 722  | LO       |                  |
|                                       | Aire de services Somaglia                                                                            | 43,5  | 716  | LO       |                  |
|                                       | Basso Lodigiano ex Crema                                                                             | 49,7  | 710  | LO       |                  |
|                                       | Torino-BresciaPiacenza ouest                                                                         | 56,8  | 703  | PC       |                  |
|                                       | Piacenza sud Périphérique sud de Piacenza                                                            | 58,2  | 702  | PC       |                  |
|                                       | Aire de services Arda                                                                                | 74,3  | 688  | PC       |                  |
|                                       | Fiorenzuola                                                                                          | 75,0  | 687  | PC       |                  |
|                                       | Aire de services Chiaravalle                                                                         | 79,8  | 680  | PC       |                  |
|                                       | Fidenza Salsomaggiore Terme                                                                          | 91,4  | 668  | PR       |                  |
|                                       | Aire de parking Fontanellato                                                                         | 96,5  | 663  | PR       |                  |
|                                       | La Spezia                                                                                            | 103,0 | 658  | PR       |                  |
|                                       | Parme                                                                                                | 110,4 | 651  | PR       |                  |
|                                       | Aire de services San Martino                                                                         | 115,1 | 646  | PR       |                  |
|                                       | Terre di Canossa Campegine                                                                           | 124,3 | 637  | RE       |                  |
|                                       | Aire de parking Crostolo                                                                             | 135,4 | 624  | RE       |                  |
|                                       | Reggio d'Émilie (Reggio Emilia)                                                                      | 138,1 | 622  | RE       |                  |
|                                       | Aire de parking Calvetro (seulement en direction sud)                                                | 152,8 | 607  | RE       |                  |
|                                       | Brennero                                                                                             | 156,1 | 605  | MO       |                  |
|                                       | Aire de services Secchia                                                                             | 157,5 | 604  | MO       |                  |
|                                       | Modène nord                                                                                          | 158,6 | 603  | MO       |                  |
|                                       | Modène sud                                                                                           | 171,8 | 589  | MO       |                  |
|                                       | Aire de parking Castelfranco                                                                         | 177   | 583  |          |                  |
|                                       | Valsamoggia                                                                                          |       |      |          |                  |
|                                       | Bologne-Tarente Périphérique de Bologne Aéroport de Bologne-Borgo Panigale                           | 189,8 | 571  | BO       |                  |
|                                       | Ramo Casalecchio                                                                                     | 195,5 | 565  | BO       |                  |
|                                       | Aire de services Cantagallo                                                                          | 199   | 561  | BO       |                  |
|                                       | Sasso Marconi nord (seulement direction sud)                                                         |       |      | BO       |                  |
|                                       | Sasso Marconi                                                                                        | 207   | 553  | BO       |                  |
|                                       | Rioveggio                                                                                            | 223   | 537  | BO       |                  |
|                                       | Aire de parking Cà Nova (seulement direction sud)                                                    | 235   | 525  | BO       |                  |
|                                       | Pian del Voglio                                                                                      | 237   | 523  | BO       |                  |
|                                       | Roncobilaccio                                                                                        | 242   | 519  | BO       |                  |
|                                       | Aire de services Roncobilaccio                                                                       | 242   | 518  | BO       |                  |
|                                       | Aire de service Aglio (seulement direction nord)                                                     | 256   | 504  | FI       |                  |
|                                       | Barberino di Mugello                                                                                 | 262   | 498  | FI       |                  |
|                                       | Aire de parking Corzano                                                                              | 269   | 491  | FI       |                  |
|                                       | Aire de parking Marinella                                                                            | 273   | 487  | FI       |                  |
|                                       | Calenzano Sesto Fiorentino                                                                           | 278   | 482  | FI       |                  |
|                                       | Aire de services Bisenzio                                                                            | 279   | 481  | FI       |                  |
|                                       | Florence nord                                                                                        | 280   | 480  | FI       |                  |
|                                       | Florence-mer Aéroport de Florence-Peretola                                                           | 280   | 480  | FI       |                  |
|                                       | Florence Scandicci Florence-Pise-Livourne                                                            | 286   | 474  | FI       |                  |
|                                       | Aire de parking Vingone (seulement direction sud)                                                    | 291   | 469  | FI       |                  |
|                                       | Florence Certosa Sienne                                                                              | 295   | 465  | FI       |                  |
|                                       | Florence sud Pontassieve                                                                             | 301   | 459  | FI       |                  |
|                                       | Aire de services Chianti                                                                             | 305   | 455  | FI       |                  |
|                                       | Aire de parking Rignano                                                                              | 313   | 447  | FI       |                  |
|                                       | Incisa - Reggello                                                                                    | 320   | 440  | FI       |                  |
|                                       | Aire de services Arno Ouest ex Reggello (seulement direction sud)                                    | 321   | 439  | FI       |                  |
|                                       | Aire de services Arno Est (seulement direction nord)                                                 | 331   | 429  | AR       |                  |
|                                       | Aire de parking San Giovanni                                                                         | 332   | 428  | AR       |                  |
|                                       | Valdarno                                                                                             | 336   | 424  | AR       |                  |
|                                       | Aire de parking Romita                                                                               | 345   | 415  | AR       |                  |
|                                       | Aire de parking Laterina (seulement direction sud)                                                   | 350   | 410  | AR       |                  |
|                                       | Aire de parking Civitella (seulement direction nord)                                                 | 353   | 407  | AR       |                  |
|                                       | Aire de parking Crocina (seulement direction sud)                                                    | 355   | 405  | AR       |                  |
|                                       | Arezzo                                                                                               | 358   | 402  | AR       |                  |
|                                       | Aire de services Badia al Pino                                                                       | 362   | 398  | AR       |                  |
|                                       | Monte San Savino                                                                                     | 372   | 388  | AR       |                  |
|                                       | Aire de services Lucignano                                                                           | 381   | 379  |          |                  |
|                                       | Valdichiana-Bettolle-Sinalunga Bretelle Sienne-Bettolle-Perouse                                      | 385   | 375  | SI       |                  |
|                                       | Aire de services Montepulciano                                                                       | 395   | 365  | SI       |                  |
|                                       | Chiusi-Chianciano Terme                                                                              | 410   | 350  | SI       |                  |
|                                       | Aire de parking Astrone (seulement direction sud)                                                    | 413   | 347  | SI       |                  |
|                                       | Aire de services Fabro                                                                               | 428   | 332  | TR       |                  |
|                                       | Fabro                                                                                                | 428   | 332  | TR       |                  |
|                                       | Aire de parking Ritorto (seulement direction nord)                                                   | 438   | 322  | TR       |                  |
|                                       | Orvieto                                                                                              | 451   | 309  | TR       |                  |
|                                       | Aire de parking Baschi (seulement direction nord)                                                    | 459   | 301  | TR       |                  |
|                                       | Aire de services Tevere                                                                              | 465   | 295  | VT       |                  |
|                                       | Attigliano                                                                                           | 479   | 281  | TR       |                  |
|                                       | Aire de services Giove                                                                               | 481   | 279  | TR       |                  |
|                                       | Orte SGC Orte-Ravenna                                                                                | 491   | 269  | VT       |                  |
|                                       | Aire de services "Sabina"                                                                            | 499   | 261  | VT       |                  |
|                                       | Magliano Sabina                                                                                      | 501   | 259  | RI       |                  |
|                                       | Aire de services Flaminia                                                                            | 509   | 251  | RI       |                  |
|                                       | Ponzano Romano-Soratte                                                                               | 516   | 244  | RM       |                  |
|                                       | Rome nord Grand raccordement annulaire de Rome                                                       | 531   | 229  | RM       |                  |
|                                       | Aire de services "Mascherone"                                                                        | 536   | 224  | RM       |                  |
|                                       | Roma - Teramo \ Roma Est Romr - Pescara Grand raccordement annulaire de Rome                         | 562   | 198  | RM       |                  |
|                                       | Aire de services Prenestina                                                                          | 566   | 194  | RM       |                  |
|                                       | Roma sud Grand raccordement annulaire de Rome                                                        | 576   | 184  | RM       |                  |
|                                       | Valmontone                                                                                           | 585   | 175  | RM       |                  |
|                                       | Colleferro                                                                                           | 593   | 167  | RM       |                  |
|                                       | Anagni Fiuggi                                                                                        | 611   | 149  | FR       |                  |
|                                       | Aire de services La Macchia                                                                          | 613   | 147  | FR       |                  |
|                                       | Ferentino                                                                                            | ?     | ?    | FR       |                  |
|                                       | Frosinone ex Sora ex Latina                                                                          | 624   | 136  | FR       |                  |
|                                       | Ceprano                                                                                              | 644   | 116  | FR       |                  |
|                                       | Pontecorvo Castrocielo                                                                               | 659   | 101  | FR       |                  |
|                                       | Aire de services Casilina                                                                            | 660   | 100  | FR       |                  |
|                                       | Cassino Parc national des Abruzzes, Latium et Molise ex Formia                                       | 670   | 90   | FR       |                  |
|                                       | San Vittore Venafro                                                                                  | 679   | 81   | FR       |                  |
|                                       | Caianello Benevento                                                                                  | 701   | 59   | CE       |                  |
|                                       | Aire de services Teano                                                                               | 708   | 52   | CE       |                  |
|                                       | Capoue                                                                                               | 720   | 40   | CE       |                  |
|                                       | Santa Maria Capua Vetere Périphérique de Caserte                                                     | 729   | 31   | CE       |                  |
|                                       | Caserte nord Palais de Caserte Périphérique de Caserte                                               | 734   | 26   | CE       |                  |
|                                       | Aire de services San Nicola                                                                          | 737   | 23   | CE       |                  |
|                                       | Caserte - Salerne                                                                                    | 739   | 21   | CE       |                  |
|                                       | Barrière de Naples nord                                                                              | 740   | 20   | CE       |                  |
|                                       | Caserte sud Périphérique de Caserte                                                                  | 741   | 19   | CE       |                  |
|                                       | Pomigliano d'Arco Villa Literno Var. Asse di Supporto                                                | 743   | 17   | NA       |                  |
|                                       | Acerra Afragola Asse Mediano                                                                         | 749   | 11   | NA       |                  |
|                                       | Naples - Canosa                                                                                      | 753   | 7    | NA       |                  |
|                                       | Casoria                                                                                              | 754   | 4    | NA       |                  |
|                                       | Ramo Capodichino Périphérique de Naples Aéroport de Naples-Capodichino                               | 755   | 5    | NA       |                  |
|                                       | Aire de services Masseria                                                                            | 755   | 5    | NA       |                  |
|                                       | Naples Quartier d'affaires ex Quartier d'affaires Périphérique de Naples ex Pomigliano d'Arco Canosa | 758   | 2    | NA       |                  |
|                                       | Naples zone portuaire Salerno Reggio de Calabre                                                      | 760   | 0    | NA       |                  |

## Section deMilanàBologne

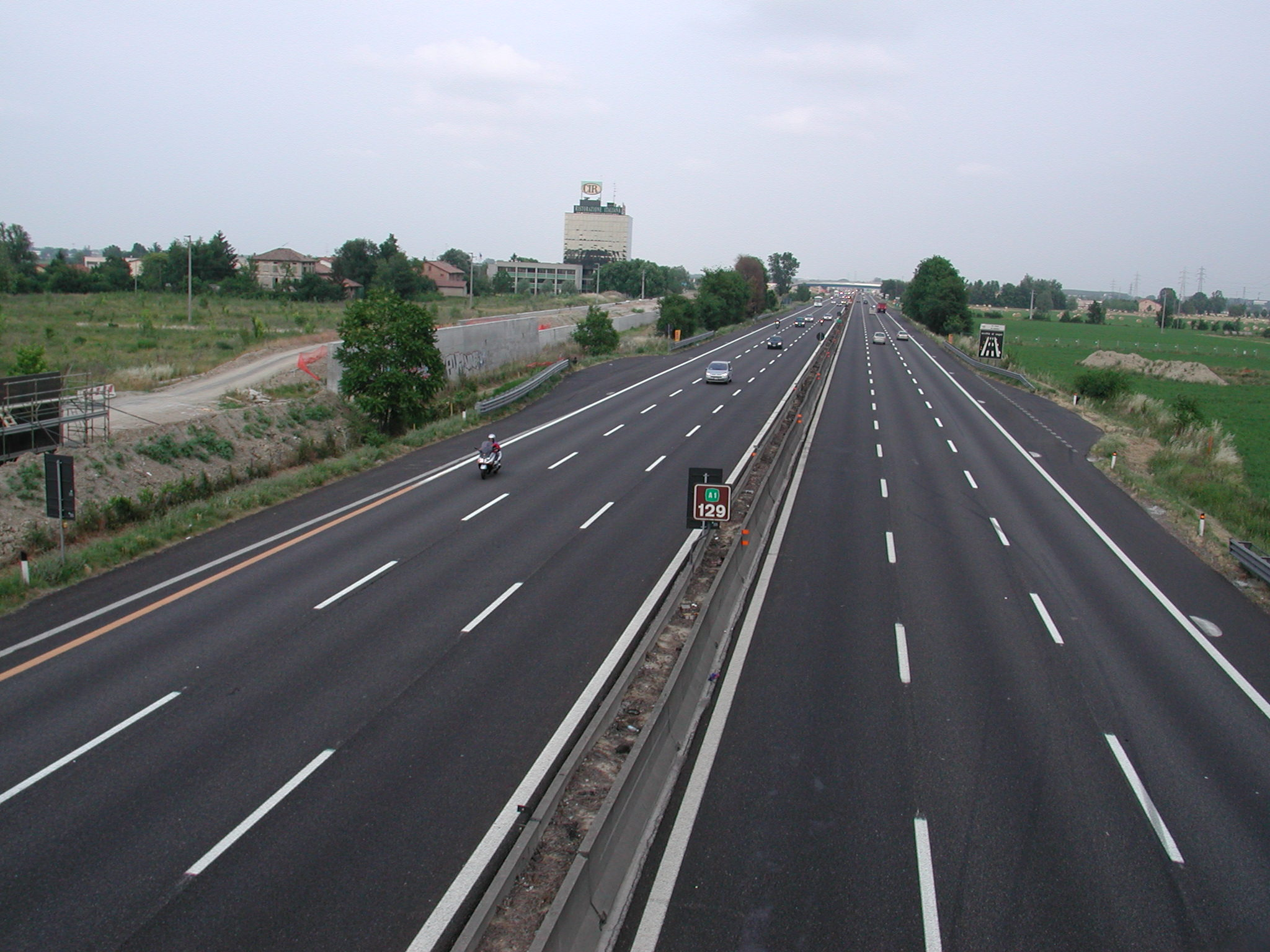
A1 à Reggio d'Émilie.

Le tracé de la A1 à Milan prend son origine dans le secteur sud-est de Milan dans le prolongement de la tangentielle est de Milan. Un ancien tracé partait de la place Corvetto de Milan.
Aux environs de San Giuliano Milanese, elle est rejointe par la tangentielle ouest de Milan. Une fois passés l'échangeur de Melegnano-Binasco et la barrière de péage de Milan-Sud, elle se connecte à l'autoroute A58 et poursuit vers Lodi et Casalpusterlengo. Un élargissement à 2x4 voies de la section comprise entre Milan-sud et Lodi est à l'étude. Après avoir franchi le Pô, l'autoroute pénètre en Émilie-Romagne, dessert les villes de Plaisance, où elle s'échange avec l'autoroute A21, Parme, où débute l'A15, Reggio d'Émilie, Modène et Bologne. Au nord de Modène, l'autoroute rejoint l'A22, avant d'atteindre le nœud autoroutier de Bologne où convergent l'A14 et le raccordement autoroutier de Casalecchio.
L'autoroute a été élargie à 2x3 voies entre Plaisance et Bologne dans les années 1970, puis entre Milan et Plaisance dans les années 1990. L'ajout d'une quatrième voie a été réalisé en 2006 entre Modène et Bologne - Borgo Panigale, et est projeté entre Plaisance et Modène afin d'améliorer l'écoulement du trafic.

## Section deBologneàFlorence

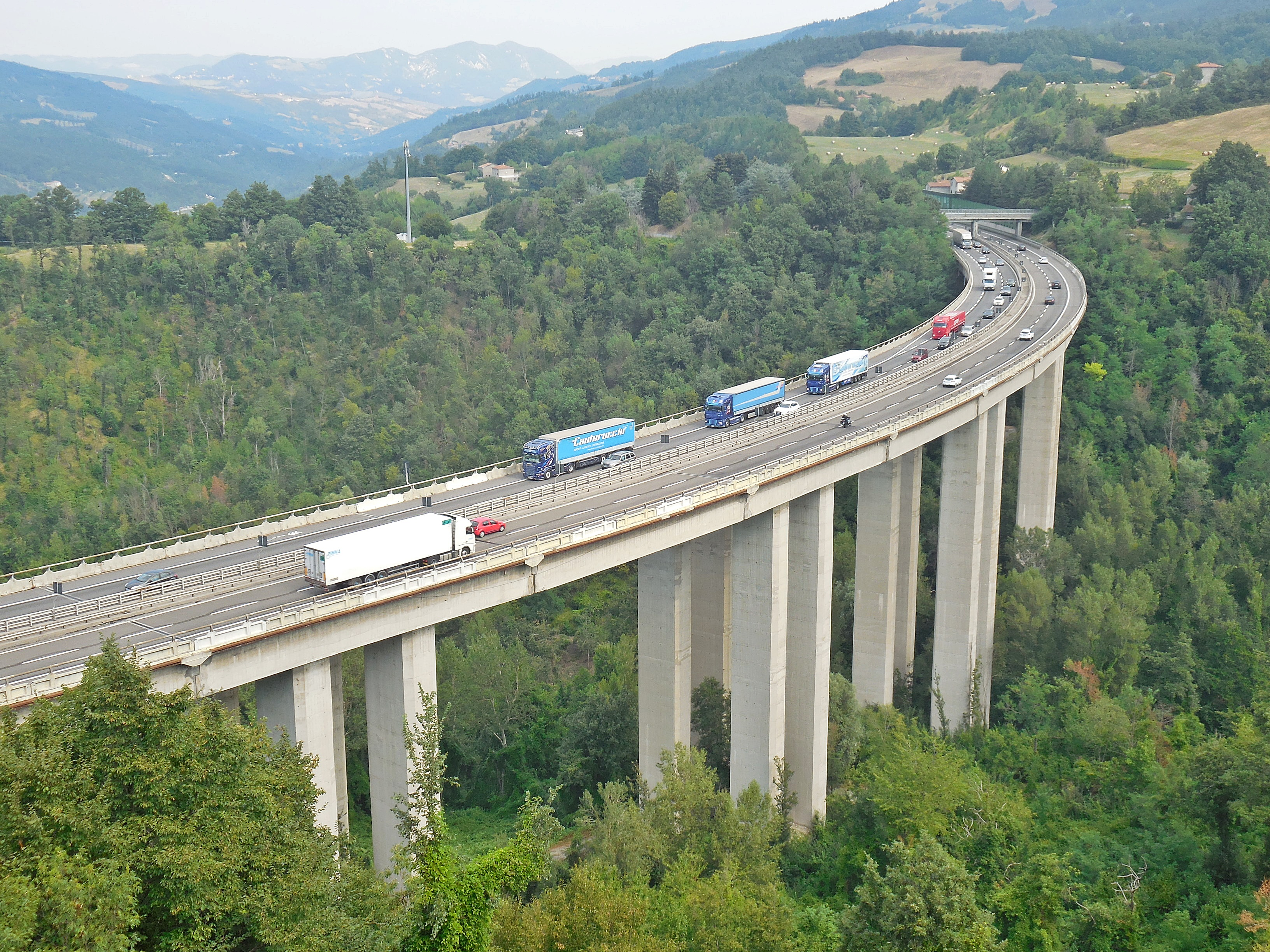
Le viaduc de Rio Voglio au niveau de San Benedetto Val di Sambro qui fait partie de l'ancien tracé et demeure toujours ouvert au trafic.

Ce tronçon traverse la région des Apennin tosco-émilien avec un tracé particulièrement riche en tunnels (notamment celui de base de 8,7 km) et viaducs (notamment l'ancien et le nouveau viaduc de l'Aglio). 
Ce tronçon a fait l'objet d'importants travaux de réaménagement : en 2009 une troisième voie a été ouverte entre Casalecchio di Reno et Sasso Marconi, ce qui a rendu nécessaire la construction de protections antibruit. Trois ans plus tôt, la section suivante, entre Sasso Marconi et La Quercia, avait été elle aussi reconstruite à 2 × 3 voies, sur un tracé légèrement rectifié. Sur la section suivante, entre La Quercia et Aglio, il est possible d'emprunter au choix le tracé historique, dénommé A1 panoramica (panoramique) , ou bien la déviation de Valico, dite A1 direttissima (directe) , qui traverse les Apennins à une altitude inférieure de 220 mètres par rapport au tracé historique. Entre Aglio et Barberino, les voies en direction du nord utilisent le tracé originel, tandis que dans l'autre sens une nouvelle section à trois voies a été ouverte en décembre 2015. Cette modification a conduit à la fermeture de l'aire de service d'Aglio ouest, située en dehors du nouveau tracé. Les deux tracés se rejoignent un peu après l'échangeur de Barberino, si bien qu'un automobiliste voulant rejoindre Bologne depuis le Mugello est contraint d'emprunter la direttissima. 
Entre Barberino et Calenzano, une nouvelle chaussée à trois voies, principalement construite en tunnel (dont les ouvrages de Manganaccia et de Puliana), a été ouverte en direction du sud, tandis que le trafic en direction du nord utilise dorénavant les deux chaussées du tracé originel, qui se réunissent provisoirement à la hauteur de l'aire de service Bellosguardo, avant de se séparer de nouveau entre l'A1 panoramica et la variante de Valico. Le creusement du tunnel de Santa Lucia, d'une longueur de près de 8 km a nécessité l'utilisation d'un tunnelier d'un diamètre de 15,87 mètres, le plus grand d'Europe, le précédent record étant d'ailleurs détenu par le tunnelier Martina, utilisé pour creuser le tunnel de Sparvo de la variante de Valico.

## Section de Florence à Rome
Cette section de Florence à Rome est à deux voies dans chaque sens jusqu'à Orte mais des travaux d'élargissement sont en cours.
Après avoir contourné par le sud l'agglomération de Florence, l'autoroute pénètre dans la vallée de l'Arno, touche Arezzo et traverse le Val di Chiana avant d'entrer en Ombrie qu'elle dessert par trois sorties : Fabro, Orvieto et Attigliano.
Peu de kilomètres après être entrée dans le Latium à hauteur d'Orte, l'A1 commence une série de franchissements du Tibre avant de rejoindre l'agglomération romaine à hauteur de la bifurcation de Fiano Romano, où une bretelle A1dir (anciennement A1) d'une vingtaine de kilomètres permet de rejoindre le grand contournement de Rome.
Un tronçon achevé en 1988 entre Fiano Romano et San Cesareo permet de contourner largement Rome et de rejoindre la section de Rome à Naples à hauteur de San Cesareo. Ce tronçon, qui croise également l'autoroute A24, a permis la liaison directe entre l'A1 et l'A2, ce qui a entraîné la réunion des deux autoroutes sous un même indicatif.

## Section deRomeàNaples
À San Cesareo, l'autoroute reçoit la bretelle en provenance de Rome et traverse la Vallée Latine desservant au passage les villes de Frosinone et Cassino. Elle poursuit son parcours en Campanie en passant par Capoue et Caserta et se termine au nord de Naples à proximité de Casoria.
Cette section à trois voies, avant l'ouverture du tronçon de Fiano Romano à San Cesareo, était numérotée A2.

## Historique
L'autoroute du Soleil résulte de la forte volonté des gouvernements des années 1950 de contribuer à la relance de l'économie nationale italienne. Avant l'achèvement de sa construction, le transport de marchandises de Naples à Milan nécessitait près de deux jours de voyage. La construction d'une artère rapide devait permettre la réduction des temps de transport et ainsi de réduire le prix de vente de ces marchandises.
Les travaux ont été confiés à l'entreprise milanaise Torno Internazionale SpA. La pose de la première pierre a eu lieu le 27 mai 1956. Le premier tronçon de Milan à Parme fut inauguré le 7 décembre 1958 et fut complété en 1964 par l'ouverture du tronçon de Florence à Rome. Avec l'ouverture en 1988 du tronçon de Fiano à San Cesareo, les autoroutes A1 de Milan à Rome et A2 de Rome à Naples ont été réunies sous l'unique numéro A1 de Milan à Naples, l'A2 a disparu de la numérotation des autoroutes italiennes jusque dans les années 2010 où elle reprend la majorité du tracé de l'A3.